# Subdivisões da Geórgia
A Geórgia está dividida em duas repúblicas autônomas, nove regiões e um município.
As regiões e repúblicas autônomas estão subdivididas em distritos (Rayon ou Raioni) e cidades (K'alak'i), com status de distrito.

## Ossétia do Sul

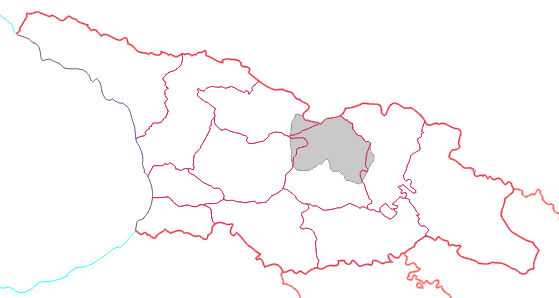
Ossétia do Sul

A República da Ossétia do Sul é uma república independente dentro da Geórgia. Embora ela tenha declarado sua independência em 28 de novembro de 1991, sua separação da Geórgia, não é reconhecida por nenhum país, nem mesmo pela Geórgia. Na atual divisão administrativa, a Ossétia do Sul corresponde aos distritos de Java e Tsequinváli, da Região de Ibéria Interior, e pequenas partes de outros distritos em outras regiões. O governo da Geórgia designa a Ossétia do Sul pelo antigo nome de Samachablo ou, mais recentemente, por região de Tsequinváli. Sua capital é a cidade de Tsequinváli.

## Abecásia

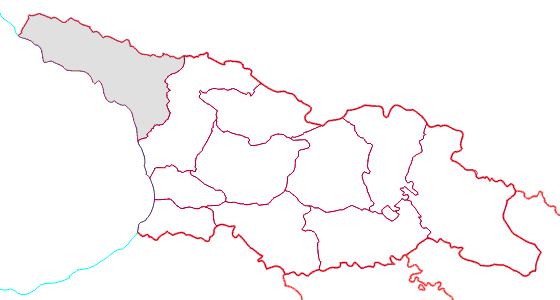
Abecásia

A República Autônoma da Abecásia, embora considerada internacionalmente parte da Geórgia, se auto proclamou república independente em 23 de julho de 1992, com sua capital na cidade de Sucumi.